# Verhaltener Anspruch
Ein verhaltener Anspruch ist im deutschen Privatrecht ein Anspruch, dessen Fälligkeit erst eintritt, wenn der Gläubiger den Anspruch geltend macht, also die Leistung durch den Schuldner verlangt.

## Allgemeines
Der Anspruch besteht zwar schon, der Schuldner muss ihn jedoch noch nicht erfüllen. Vor Geltendmachung des Anspruchs darf der Schuldner ohne Zustimmung des Gläubigers auch noch nicht leisten.
Dies hat Auswirkungen auf den Verzug des Schuldners und die regelmäßige Verjährung des Anspruchs, da beides die Fälligkeit voraussetzt (§ 286 Abs. 1 S. 1 beziehungsweise § 199 Abs. 1 Nr. 1 BGB).
Ein verhaltener Anspruch ist dadurch gekennzeichnet, dass der Schuldner die Leistung nicht erbringen darf, bevor der Gläubiger sie verlangt. Auf solche Ansprüche sind nach der Rechtsprechung des Bundesgerichtshofs (BGH) seit Inkrafttreten des Schuldrechtsmodernisierungsgesetzes die für die Leihe, die Hinterlegung und die Verwahrung geltenden besonderen Verjährungsregelungen der §§ 604 Abs. 5 BGB, § 695 Satz 2 BGB und § 604 Satz 3 BGB entsprechend anwendbar. Der Anspruch des Reisenden auf Einlösung von Reisewerten bei der Buchung von Reiseleistungen ist dagegen kein verhaltener Anspruch, weil er erst mit seiner Geltendmachung durch den Reisenden entsteht. Anders als bei einem verhaltenen Anspruch, bei dem das Entstehen des Anspruchs und seine Geltendmachung durch den Gläubiger auseinanderfallen, besteht daher nicht die Gefahr, dass der Anspruch zum Zeitpunkt seiner Geltendmachung bereits verjährt ist.

## Beispiele
Verhaltene Ansprüche im bürgerlichen Recht sind insbesondere:
- die eidesstattliche Versicherung der Auskunft (§ 259 Abs. 2 BGB)
- der Anspruch auf Schadensersatz statt der Leistung (§ 281 BGB)[4]
- die Herausgabe des Ersatzes (§ 285 BGB)[5]
- die Quittung (§ 368 BGB)[6]
- die Mitteilung über die Übernahme einer Hypothekenschuld (§ 416 Abs. 3 S. 1 BGB)
- der Nacherfüllungsanspruch des Käufers (§ 439 BGB)[7]
- die Freizeit des Arbeitnehmers zur Stellungssuche (§ 629 BGB)
- das qualifizierte Zeugnis (§ 630 S. 2 BGB)
- Ansprüche des Geschäftsherrn aus angemaßter Geschäftsführung (§ 687 Abs. 2 BGB)
- das Rückforderungsrecht des Hinterlegers (§ 695 BGB)
- die vorzeitige Rücknahme des Verwahrers (§ 696 S. 2 BGB)
- die Überlassung von Nachlassgegenständen durch den Testamentsvollstrecker (§ 2217 BGB)
- die Auskunftspflicht des Erben (§ 2314 BGB)

Kein verhaltener Anspruch ist unter anderem die Bürgschaftsforderung (§ 765 BGB).